# Elaphoglossum alpinum
Elaphoglossum alpinum är en träjonväxtart som beskrevs av Harvey Eugene Ballard. Elaphoglossum alpinum ingår i släktet Elaphoglossum och familjen Dryopteridaceae. Inga underarter finns listade.